# 岡山県道414号福本和気線
岡山県道414号福本和気線（おかやまけんどう414ごう ふくもとわけせん）は、岡山県美作市から和気郡和気町に至る一般県道である。

## 概要
美作市福本と和気郡和気町和気を結ぶ。

### 路線データ
- 起点：岡山県美作市福本（福本交差点、国道374号交点）
- 終点：岡山県和気郡和気町和気（国道374号交点）

## 路線状況

### 重複区間
- 岡山県道46号和気笹目作東線（和気郡和気町日笠上 - 和気郡和気町日笠下）

## 地理

### 通過する自治体
- 岡山県
  - 美作市 - 和気郡和気町

### 交差する道路
| 交差する道路                            | 市町村名 | 市町村名 | 交差する場所 | 交差する場所      |
| --------------------------------------- | -------- | -------- | ------------ | ----------------- |
| 国道374号                               | 美作市   | 美作市   | 福本         | 福本交差点 / 起点 |
| 兵庫県道・岡山県道90号赤穂佐伯線        | 美作市   | 美作市   | 中川         |                   |
| 岡山県道46号和気笹目作東線 重複区間起点 | 和気郡   | 和気町   | 日笠上       |                   |
| 岡山県道46号和気笹目作東線 重複区間終点 | 和気郡   | 和気町   | 日笠下       |                   |
| 岡山県道703号備前柵原自転車道線         | 和気郡   | 和気町   | 和気         |                   |
| 国道374号 国道484号 重複                | 和気郡   | 和気町   | 和気         | 終点              |

### 沿線
- 美作市立英田中学校
- 美作市立英田小学校
- 美作警察署 福本駐在所
- 日笠郵便局

### 峠
- 才ノ峠（和気郡和気町）